# Saccellium
- Commons
- Wikispecies

Saccellium é um gênero de plantas pertencente à família Boraginaceae.